# Kvačany (Žilina)
Kvačany (in ungherese Hosszúrét) è un comune della Slovacchia facente parte del distretto di Liptovský Mikuláš, nella regione di Žilina.